# Chleb (film 1918)
Chleb (ros. Хлеб) – utracony czarno-biały film rosyjski, zrealizowany w 1918 roku przez reżysera Borisa Suszkiewicza.

## Opis
Powstały w 1918 roku w wytwórni Moskowskij Kinokomitiet (Московский кинокомитет) 32-minutowy czarno-biały film przeznaczony był dla pokazów publicznych. Nie zachował się do dziś. 

## Fabuła
Akcja filmu – pochwały dla idei szerzącego się wśród robotników bolszewizmu – została zbudowana na konfrontacji dwóch głównych bohaterów, z których jeden był idealistą, drugi zaś bolszewikiem. Film kończył się ukazaniem zbrojnego powstania robotników.

## Obsada
Znane są imiona aktorów, którzy zagrali w filmie, jednak, ponieważ film został utracony, dane na temat ich ról w dziele są niepełne.
- Leonid Leonidow (Леонид Леонидов) – właściciel piekarni[1]
- Olga Bakłanowa (Ольга Бакланова) – córka właściciela piekarni[2]
- Ryszard Bolesławski (Ричард Болеславский) – idealista, mąż córki właściciela piekarni[3]
- Władimir Gotowcew (Владимир Готовцев) – jednoręki żołnierz[4]
- Jewgienij Wachtangow (Евгений Вахтангов)
- Aleksandr Szachałow (Александр Шахалов)
- Anna Oroczko (Анна Орочко)
- Nikołaj Znamienski (Николай Знаменский)

## Twórcy filmu
- Boris Suszkiewicz (Борис Сушкевич) – reżyser
- Witalij Dobrowolski (Виталий Добровольский) – scenarzysta
- Nikołaj Rudakow (Николай Рудаков) – zdjęcia